# Ubire Durán
Ubire Durán (* 21. Juni 1920 in Lavalleja; † unbekannt) war ein uruguayischer Fußballspieler.

## Karriere

### Verein
Mittelläufer Durán spielte auf Vereinsebene zunächst für den Club Atlético Cerro. Mindestens in den Jahren 1944, 1945 und 1946 war er für die Rampla Juniors aktiv. 1946 bis 1947 stand er in Reihen des argentinischen Erstligisten CA Lanús. In den Jahren 1948 und 1949 absolvierte er für den Club Atlético Huracán 29 Partien in der Primera División und schoss ein Tor. Anschließend kehrte er nach Uruguay zurück und schloss sich Nacional Montevideo an. Für Nacional bestritt er von 1951 bis 1952 51 Partien, darunter die drei Gruppenspiele bei der Copa Rio 1951. Seine Karriere beendete er 1956 bei River Plate Montevideo.

### Nationalmannschaft
Durán war Mitglied der A-Nationalmannschaft Uruguays, für die er vom 14. Mai 1944 bis zu seinem letzten Einsatz am 16. April 1952 14 Länderspiele absolvierte. Ein Länderspieltor erzielte er nicht. Er gehörte dem Aufgebot Uruguays bei der Südamerikameisterschaft 1946 an. Zudem nahm er mit Uruguay an der Copa Rio Branco 1946 und der Panamerikanischen Meisterschaft 1952 teil.